# Госстрах СССР
Госстрах СССР — единая союзно-республиканская система органов государственного страхования в СССР, находившаяся в ведении Министерства финансов СССР. В систему государственного страхования СССР входили следующие органы:
- Главное управление государственного страхования СССР;
- Управления государственного страхования союзных республик;
- Управления государственного страхования автономных республик;
- Управления государственного страхования областей, краёв и городов республиканского подчинения;
- Городские и районные страховые инспекции

## История создания
После революции 1917 года система страхования в России полностью изменилась. Декретом Совета Народных Комиссаров РСФСР от 23 марта 1918 года была существенно ограничена деятельность акционерных страховых обществ, а земское и взаимное страхование были переданы в ведение советов и совнархозов. Спустя восемь месяцев, 28 ноября 1918 года был принят декрет «Об организации страхового дела в Российской республике», согласно которому страхование в стране объявлялось государственной монополией, а всё имущество и капиталы, принадлежавшие частным компаниям, передавались государству. Последовавшая эпоха НЭПа привела к возрождению частного крестьянского хозяйства и мелкого предпринимательства, которые существовали параллельно с кооперацией и государственными хозяйственными органами. Коммерческая и развивающаяся хозяйственная деятельность нуждалась в реорганизации страхования, восстановление которого было осуществлено декретом Совнаркома за подписью В. И. Ленина от 6 октября 1921 года «О государственном имущественном страховании», заложившим основы создания и развития государственного страхового дела. В ходе выполнения этого декрета в составе Наркомата финансов СССР было образовано Главное управление государственного страхования (Госстрах), имущественное государственное страхование возобновилось в виде государственной страховой монополии.
Декрет от 6 октября 1921 г. предписывал «организовать во всех местностях РСФСР, как в сельских, так и в городских, государственное имущественное страхование частных хозяйств от нижеследующих стихийных бедствий: пожаров, падежа скота, градобития растительных культур, а также аварий на путях водного и сухопутного транспорта».
18 сентября 1925 года Президиум ЦИК и СНК СССР утвердил «Положение о государственном страховании СССР». Согласно этому Положению было установлено, что «государственное страхование осуществляется на всей территории Союза ССР единым предприятием Госстрах, пользующимся правами юридического лица». Госстраху было поручено осуществлять общее руководство и надзор за страховыми операциями и за организацией страхового дела во всём Союзе ССР, было дано право распоряжаться имуществом и капиталами государственного страхования, разрабатывать правила страхования, страховые тарифы, общесоюзные планы страхования, изучать стихийные явления и риски, предусматриваемые различными видами страхования.

## Деятельность Госстраха СССР

### 1921—1930 гг.
Все операции Госстраха делились на обязательное («окладное») и добровольное страхование. В обязательном порядке страховались крестьянские лошади, крупный рогатый скот, частные дома — на селе и в городе, а также посевы. Население могло застраховать те же объекты «сверх оклада» — до полной стоимости объекта страхования. Государственное имущество не подлежало обязательному страхованию. Колхозы, бывшие формально кооперативными предприятиями, страховали своё имущество. А совхозы, считавшиеся государственными предприятиями, не подлежали обязательному страхованию — их риски государство брало на себя. Обязательное «окладное» страхование совхозов было введено только в начале 70-х годов.
Территориальные органы Госстраха строили бывшие агенты обществ земского взаимного страхования (в сегодняшней терминологии это руководители районных подразделений страховой компании) — более 5 тысяч таких агентов были приняты в Госстрах СССР на работу.
В 1921—1930 годах Госстрах СССР собрал 1,4 млрд рублей страховой премии, что соответствует 8,7 млрд долларов США в ценах 2009 года. При этом в портфеле Госстраха было примерно поровну обязательного и добровольного страхования. Например, общий объём премий по обязательному и добровольному страхованию за 1927 год составил 212 млн рублей. Из них премии по обязательному страхованию — 109 млн рублей (51,4 %), по добровольному — 103 млн рублей(48,5 %).
Объём выплат по «внутреннему» страхованию (без учета страхования экспортно-импортного) Госстраха СССР в 1921—1930 годах составил 568 млн рублей, при этом максимальный объём выплат пришелся на 1928 год — 214 млн рублей.
В 1930 г. в Госстрахе по обязательным программам были застрахованы 30,8 млн лошадей (из них в РСФСР — 23 млн.), 53 млн голов крупного рогатого скота (37,7 млн. — в РСФСР), 22,5 млн строений в городе и на селе (в РСФСР — 14,6 млн.).

#### Работа Госстраха за рубежом
Госстрах вышел на заграничный рынок в начале 1924 года в связи со страхованием советского импорта и экспорта. До этого периода экспорт и импорт страховались торгпредствами и другими советскими организациями за границей в иностранных страховых обществах.
Торгпредство в Германии, АРКОС и Центросоюз в Лондоне, Амторг в Нью-Йорке имели с иностранными страховыми обществами соглашения длительного характера, так называемые генеральные полисы, на основании которых приняли перед этими обществами обязательство страховать у них все свои грузы — как во время морского и железнодорожного пути, так и во время нахождения их на складе.
Свой первый перестраховочный договор Госстрах заключил в марте 1924 года с одним из крупнейших английских страховых обществ. Этот договор просуществовал очень не долго, уже в октябре того же года, Госстрах вынужден был его расторгнуть и заключить новое соглашение с целой группой английских страховых обществ.
Вскоре после заключения транспортного договора, Госстрах заключил соглашение о перестраховании рисков на складах как на заграничной территории, так и на территории Советского Союза, в том числе — о перестраховании лесоматериалов, по которым требовалось представление иностранных полисов в связи залогом их в иностранных банках.
В перестраховочном договоре Госстраха на 1936 год участвуют страховые общества Англии, Италии, Германии, Франции, Испании, Чехословакии, Австрии, Норвегии и Японии.
Для того, чтобы улучшить обслуживание страхованием экспорта и импорта, а также для установления связей на иностранных страховых рынках, Госстрах совместно с НКВТ и кооперацией основал в Лондоне в начале 1925 года акционерное общество с уплаченным капиталом 100 тыс. фунтов стерлингов под названием «Блекбалси» в Лондоне. Аналогичное общество было организовано в 1927 году в Гамбурге с капиталом 1 млн германских марок, из которых уплачено 250 тыс. германских марок. Это общество называется «Софаг».
Ещё большее значение для валютного баланса Госстраха имели его операции по страхованию в странах Востока, главным образом — в Монголии, затем в Китае, Иране и Туве, где Госстрах работал через свои генеральные представительства.

#### Транспортное страхование
В 1922 году Главным Правлением в Москве был организован Отдел Транспортного Страхования. Поскольку операции по транспортному страхованию обнимают собою также и грузы экспортируемые и импортируемые СССР, Госстрах в целях развития, главным образом, операций по морскому страхованию, приступил к созданию заграничной агентуры с соответствующего разрешения Наркомфина от 7 мая 1923 года. Прежде всего такая агентура была создана на Западе и в лимитрофах, в связи с развитием нашей торговли, также и на Востоке.
Построение аппарата за границей шло по двум направлениям:
- а) путём выдачи экспорто — импортным организациям генеральных полисов;
- б) путём назначения агентами Госстраха Торгпредств СССР и привлечения к агентуре работающих за границей транспортно — торговых советских предприятий как б. Доброфлот, Дерутра и Аркос (АРКОС FORCETOC), а также организация своего представительства в Лондоне.

В результате работы, Госстрах имел агентуры и специальные представительства, работавшие по транспортному страхованию, в 11 странах мира, включая такие страны, как Китай, Монголию, Персию (Иран), Турцию.
В 1923 году Госстрах по специальному постановлению Совнаркома ввел страхование «каско» самолетов, в 1924 году — страхование грузов, отправляемых в плотах, ранее не практиковавшееся в России, и в 1925 году — страхование вагонов и, в связи с развитием авто-моторного транспорта, — страхование «каско» моторных экипажей и близко связанное с ним страхование гражданской ответственности.
При участии Госстраха были разработаны и утверждены Совнаркомом и Цик’ом Союза такие чрезвычайно важные декреты как, «О морской перевозки грузов и пассажиров» и «Об общей и частной аварии и убытках от столкновения морских судов».
Помимо страхования экспортно — импортных грузов, значительное развитие получили операции по страхованию грузов большого каботажа. Освоение Дальневосточного края, вступление в эксплуатацию Северного морского пути — значительно увеличили переброску грузов морским путём из балтийский и черноморских портов Союза в порты Дальнего Востока и из Архангельска и Мурманска во вновь созданные порты и пункты в Арктике. Большинство грузов, отправляемых большим каботажем страховались в Госстрахе и в связи с опасностью некоторых рейсов перестраховывались также и в иностранных обществах.
Советский морской торговый флот, как правило не страховался, однако, все иностранные суда во время их зафрахтования для совершения карских и иных арктических рейсов — страховались в Госстрахе, за счет тех организаций, которыми они были застрахованы, так же как и все советские суда, находившиеся в эксплуатации государственных морских пароходств, когда они передавались Главному управлению Северного морского пути на время совершения арктических рейсов.

### 1931—1940 гг.
В 1931—1940 гг. Госстрах СССР собрал 12,7 млрд рублей страховых премий, что эквивалентно 71,4 млрд долларов США в ценах 2009 года. Рекордным был 1940 г., когда премии составили 2,2 млрд рублей. В 30-е годы доля добровольного страхования в портфеле Госстраха СССР упала. Так, в общий объём премий за 1938 год по обязательному и добровольному страхованию составил 2 млрд рублей. Из них по обязательному страхованию — 1,47 млрд рублей (73,3 %), по добровольному — 533 млн рублей (26,6 %).
Объём выплат по «внутреннему» страхованию в 1931—1940 гг. составил 6,7 млрд рублей, максимальный объём выплат пришелся на 1939 год — 1,3 млрд рублей.
В связи с коллективизацией и механизацией сельского хозяйства к концу 1930-х гг. количество лошадей, застрахованных по «окладному» страхованию, упало с 30,7 млн в 1930 г. до 12 млн в 1940 г. (из них 7,7 млн. — в РСФСР). Число застрахованных голов крупного рогатого скота также снизилось — с 53 млн в 1930 г. до 34,3 млн в 1940 г. (в РСФСР — 20,6 млн.).
В 1940 г. в Госстрахе СССР было застраховано 23,1 млн строений, из них 14,5 млн. — в РСФСР.
Страхование жизни за десятилетие выросло в несколько раз: в 1939 г. в СССР действовало 12,7 млн договоров страхования жизни (в основном это было коллективное страхование сотрудников предприятий).

#### Коллективное страхование жизни
Коллективное страхование сотрудников предприятий было широко распространено в 30-х годах XX века. Для учёта страховых взносов по такому страхованию широко применялись специальные страховые свидетельства (по сути, заменявшие собой страховой полис), в которые наклеивались специальные страховые марки, служившие подтверждением уплаты ежемесячных страховых взносов.
| - Страховые марки Госстраха, 30-е годы |

### 1941—1950 гг.
Общий сбор страховых премий составил за десятилетие 23,3 млрд рублей (без учета 1942-45 гг., по которым данные отсутствуют), что соответствует 45,1 млрд долларов в ценах 2009 года. Если в 1941 году общие сборы составили 1,5 млрд рублей, то в 1950 году — уже 4,7 млрд рублей.
В 1941—1950 годах объём выплат по «внутреннему» страхованию составил 14,8 млрд рублей, из них максимальный объём выплат пришелся на 1948 год — 2,3 млрд рублей.
Госстрах СССР во время Великой Отечественной войны продолжал довольно активно работать на неоккупированных территориях. В 1942 г. в Госстрахе были застрахованы 5,1 млн лошадей, 17,3 млн голов крупного рогатого скота, 71,2 млн га посевов. На страхование было принято 11,7 млн строений, в компании действовало 5,8. млн договоров страхования жизни.
После окончания войны хозяйственная жизнь в стране стала восстанавливаться. В 1950 г. на страхование были приняты 10,1 млн лошадей (из них в РСФСР — 4,8 млн.), 48,6 млн голов крупного рогатого скота (в РСФСР — 26 млн.), 27,9 млн строений (14,5 млн. — в России), 121,8 млн га посевов (в РСФСР — 76,5 млн.). В связи с ликвидацией коллективного страхования жизни число действующих договоров по этому виду операций упало до 1,4 млн.
После войны у Госстраха СССР появился новый рынок: в 1946 г. впервые на страхование были приняты 99 частных автомобилей. Этот вид страхования развивался очень быстро: в 1950 г. на страхование были приняты уже 1,5 тыс. частных машин с общей страховой суммой в 14,4 млн рублей.
Доля добровольного страхования в портфеле Госстраха стала расти. Так, в 1947 году премия составила 4,5 млрд рублей, из них по обязательному страхованию — 3,1 млрд рублей (69,2 %), по добровольному — 1,4 млрд рублей (30,7 %).

### 1951—1960 гг.
Общий сбор премии в Госстрахе СССР за десятилетие составил 63 млрд рублей, что соответствует 121,9 млрд долларов в ценах 2009 года. Доля добровольного страхования в портфеле Госстраха продолжало расти. Например, в 1955 году общий сбор премий составил 5,7 млрд рублей. Из них по обязательному страхованию — 3,8 млрд рублей (66,1 %), по добровольному — 1,9 млрд рублей (33,8 %).
В 1951—1960 гг. общий объём выплат по «внутреннему» страхованию составил 21,025 млн рублей, максимальный объём выплат пришелся на 1956 год — 2,798 млн рублей.
В 1960 г. в Госстрахе СССР по обязательным программам были застрахованы 6,8 млн лошадей (в РСФСР — 3,2 млн.), 54,6 млн голов крупного рогатого скота (в РСФСР — 26,2 млн.), 33 млн строений (в РСФСР — 16,9 млн.), 125,2 млн га посевов (в РСФСР — 71,8 млн.). До 2,9 млн выросло число действующих договоров страхования жизни (в РСФСР — 2 млн.).

### 1961—1970 гг.
В 60-е годы операций Госстраха СССР продолжали развиваться. Общий сбор страховых премий за десятилетие составил 18,2 млрд рублей (сокращение сборов связано с проведением денежной реформы в 1961 году, которая привела к снижению номинала в 10 раз), что соответствует 127,9 млрд долларов в ценах 2009 года. Продолжается рост доли добровольного страхования в портфеле компании. В 1968 году, например, она составила 34,3 % собранных премий.
Общий объём выплат по «внутреннему» страхованию в 1961—1970 гг. составил 8,9 млрд рублей, максимальный объём выплат пришелся на 1969 год — 2,3 млрд рублей.
В 1970 г. сборы страховой премии составили 3,4 млрд рублей, на страхование были приняты 62,3 млн голов крупного рогатого скота (в РСФСР — 29,5 млн.), 36 млн строений (в РСФСР — 17,5 млн.), 339,4 тыс. частных автомобилей (в РСФСР — 178 тыс.). Число действующих договоров страхования жизни увеличилось до 17,7 млн. (в РСФСР — 13 млн.).

### 1971—1980 гг.
Госстрах СССР за десятилетие собрал 75,1 млрд рублей (380,4 млрд долларов страховой премии в ценах 2009 года). Для сравнения — в России в 2011 г. общий сбор страховой премии без ОМС составил 20,6 млрд долларов в сумме для 572 страховых компаний, действовавших на рынке). Рекордным стал 1980 г., когда было собрано 11,7 млрд рублей (половина из них — по страхованию жизни). В 70-е годы доля добровольного страхования превысила половину портфеля. Так, общий объём премий за 1977 год составил 8,1 млрд рублей. Из них по обязательному страхованию — 2,5 млрд рублей (31 %), по добровольному — 5,5 млрд рублей (69 %).
Общий объём выплат за десятилетие по «внутреннему» страхованию составил 50,3 млрд рублей, максимальный объём выплат пришелся на 1979 год — 9,4 млрд рублей.
В 1980 г. собранные премии составили 11,7 млрд рублей, в Госстрахе СССР были застрахованы 108,4 млн голов крупного рогатого скота (в РСФСР — 55,8 млн.), 36,4 млн строений (в РСФСР — 17 млн.), 217 млн га посевов различных сельскохозяйственных культур (в РСФСР — 126 млн.), 3,2 млн частных автомобилей (в РСФСР — 2 млн.). Число действующих договоров страхования жизни выросло до 62,1 млн. (в РСФСР — 40,5 млн.).

### 1981—1990 гг.
80-е годы для Госстраха СССР в хозяйственном плане были вполне удачными. Общая сумма премий за десятилетие составила 160,9 млрд рублей (456,6 млрд долларов в ценах 2009 года). Рекордным стал 1990 г., когда сборы составили 20 млрд рублей, из них более половины — по страхованию жизни. В 1990 году доля добровольного страхования в портфеле Госстраха составила 60,3 %.
В 1980-е гг. штат Госстраха неуклонно рос, и к 1990 г. его сотрудниками являлись почти 90 тыс. человек, и ещё более 143,5 тыс. работали в качестве агентов (без учета совместителей). Количество последних, правда, с 1985-го по 1990 г. несколько сократилось, но не стало ниже значений 1980 года.
За десятилетие общий объём выплат по «внутреннему» страхованию составил 86 млрд рублей, максимальный объём выплат пришелся на 1990 год — 15,980 млн рублей.
В 1990 г., например, компания приняла на страхование по всей территории СССР 111,1 млн голов крупного рогатого скота (в РСФСР — 57,5 млн.), 36,3 млн строений (в РСФСР — 17 млн.), 198,5 млн га посевов (в РСФСР — 113,2 млн.), 6,1 млн частных автомобилей (в РСФСР — 4 млн.). Для сравнения: по данным ФСФР в 2011 году в России заключено 3,5 млн договоров сстрахования каско частного автотранспорта.

### Сводные статистические данные
Таблица 1 Сборы страховых премий и выплаты возмещений в система Госстраха СССР, по декадам.
| Десятилетие | Страховые премии, млрд.руб. | Эквивалент — млрд долларов США в ценах 2009 г. | Пиковое значение (сумма, млрд.руб — год) | Выплаты по внутреннему страхованию, млрд.руб. | Пиковое значение (сумма, млрд.руб — год) |
| ----------- | --------------------------- | ---------------------------------------------- | ---------------------------------------- | --------------------------------------------- | ---------------------------------------- |
| 1921-30     | 1,4                         | 8,7                                            | 0,2 — 1927                               | 0,6                                           | 0,2 — 1928                               |
| 1931-40     | 12,7                        | 71,4                                           | 2,2 — 1940                               | 6,7                                           | 1,3 — 1939                               |
| 1941-50     | 23,3•                       | 45,1                                           | 4,7 — 1950                               | 14,8                                          | 2,3 — 1948                               |
| 1951-60     | 63,0                        | 121,9                                          | 5,7 — 1955                               | 21,0                                          | 2,8 — 1956                               |
| 1961-70     | 18,2••                      | 127,9                                          | 8,1 — 1977                               | 8,9                                           | 2,3 — 1969                               |
| 1971-80     | 75,1                        | 380,4                                          | 11,7 — 1980                              | 50,3                                          | 9,4 — 1979                               |
| 1981-90     | 160,9                       | 456,6                                          | 20,0 — 1990                              | 86,0                                          | 16,0 — 1990                              |

• Нет данных за 1942-45 гг.
•• В 1961 году рубль был деноминирован в 10 раз.
Таблица 2. Динамика численности страховых агентов Госстраха СССР.
| Год                         | 1921  | 1937 | 1949 | 1958 | 1970 | 1983  | 1990  |
| --------------------------- | ----- | ---- | ---- | ---- | ---- | ----- | ----- |
| Страховых агентов, тыс.чел. | > 5,0 | 17,8 | 54,1 | 51,3 | 89,8 | 182,3 | 143,5 |

## Прекращение деятельности
В 1991 году в связи с распадом СССР союзно-республиканская система органов государственного страхования была упразднена. На базе бывших республиканских правлений Госстраха СССР (в бывших союзных республиках) были созданы страховые компании в новых независимых государствах — бывших союзных республиках СССР.
В Российской Федерации в 1992 году Постановлением Правительства РФ Правление Госстраха РФ и республиканское управление Госстраха СССР были преобразованы в Российскую государственную акционерную страховую компанию Росгосстрах, 100% акций которой принадлежали федеральному органу исполнительной власти — Госкомимуществу РФ
.